# Tomoko Konno
Tomoko Konno (今野登茂子, Konno Tomoko). (15 de julio de 1965, en la prefectura de Saitama, Japón). Es una tecladista, letrista, compositora y músico japonesa. Su nombre real es Tomoko Sasadaira (ともこささだいら, Sasadaira Tomoko). Sin embargo ella se dio a conocer con su nombre artístico. Formó parte de la banda Princess Princess.

## Biografía
Konno realizó sus estudios en la Universidad de Meiji, en Nakano (Tokio), Japón. Tiempo después fue una de las finalistas en un concurso televisivo de la empresa TDK Records. Que buscaba formar un nuevo grupo idol femenino. Resultando ganadora del mismo y aderiéndose a sus compañeras, formando el grupo: Akasaka Komachi. En los años posteriores las chicas cambiaron de gestión y discográfica, pasando a llamarse; Princess Princess.
En 1994, Konno debutó como solista como el lanzamiento de su álbum 24hours.

### Después de Princess Princess
En 1995, estuvo a punto de ser reemplazada en el grupo, cuando sufrió una Pérdida de audición total, en uno de sus oídos, patología que le aquejaba en ese momento. Logrando recuperarse completamente. Tras la separación con Princess Princess, liberaría 3 álbumes más: Torch en 1996, seguido de Prime of Life (1997) y Chloe en 2002.  
Durante la década de 1990 y hasta la actualidad ha colaborado en la composición de varias películas animadas, por mencionar algunas, Kuroe y Kikyo.
Además, ha sido partícipe en el pasado de programas televisivos en la NHK como: Hirudoki nipponretto.

## Actualidad
En 2012 tuvo su primer reencuentro con Princess Princess, luego de 16 años de haberse disuelto. Para recaudar fondos destinados al Terremoto y tsunami de Japón de 2011. 
En marzo de 2016, realizó un segundo reencuentro con la banda. 

## Vida personal
Tomoko contrajo nupcias con el actor y director de cine Go Riju.

## Discografía

### Álbumes de estudio
- [1994.01.04] 24hours
- [1996.12.24] Torch
- [1997.05.26] Prime of Life
- [2002.xx.xx] Chloe

### Singles
- [1994.04.01] 24hours
- [1994.01.04] BLACK CHRISTMAS
- [1994.01.04] Itoshi teru
- [1994.01.04] Mugiwaraboshi
- [1994.01.04] Yorimichi
- [1994.01.04] Urizun no

### Como compositora
- [1990.xx.xx] Kaku no koibito tachi
- [1990.xx.xx] MAXIMUM
- [1990.xx.xx]  Rock'n heart